# Sommersdorf, Sachsen-Anhalt
Sommersdorf är en kommun och ort i Landkreis Börde i förbundslandet Sachsen-Anhalt i Tyskland.
Kommunen ingår i förvaltningsgemenskapen Obere Aller tillsammans med kommunerna Eilsleben, Harbke, Hötensleben, Ummendorf, Völpke och Wefensleben.